# El Siscar (Oliola)
El Siscar és una muntanya de 402 metres que es troba al municipi d'Oliola, a la comarca catalana de la Noguera. Al cim hi ha un vèrtex geodèsic (referència 264105001).